# Zaplešimo zajedno
Zaplešimo zajedno (eng. Shall We Dance) je sedmi od ukupno deset Astaire-Rogers humorističnih glazbenih filmova.
Ideja za ovaj film potekla je iz želje studija da iskoristi uspješnu formulu koju su 1936. stvorili Richard Rodgers i Lorenz Hart sa svojim broadwayskim hitom Na prstima, u kojem se američka plesačica umiješa u putujuće baletno društvo iz Rusije. Na prstima uključuje i poznati "Slaughter On Tenth Avenue" satirični balet koji je napisao ruski politički emigrant koreograf George Balanchine.
Kao veliki uspjeh za RKO, Pan Berman uspio je pridobiti Gershwinove (George Gershwin napisao je glazbu, a Ira Gershwin stihove) da napišu glazbu za film, što je bio njihov prvi hollywoodski mjuzikl.